# Хнаберд (Арагацотн)
Хнабе́рд (арм. Հնաբերդ) — село в Арагацотнской области.

## География
Село расположено у северного склона горы Арагац рядом с сёлами Гехадир и Гехадзор, примерно в 15-20 км к западу от города Апарана.